# Lighthouse Group
Lighthouse Group s.r.o. je česká firma, která je od 1. ledna 2025 v likvidaci. Tato developerská firma byla na trhu od roku 2000 a specializovala se  na obchodní, kancelářské a rezidenční stavby v Praze. Od roku 2014 byl jediným akcionářem společnosti její generální ředitel Tamir Winterstein.

## Projekty[3]
Firma od vzniku vybudovala 100 tisíc čtverečních metrů kancelářských ploch, 43 800 metrů čtverečních obchodních ploch, 1115 bytových jednotek, 5 000 parkovacích míst atd.

### Dokončené projekty
- 2007 - administrativní komplex Lighthouse Vltava Waterfront Towers, 21 tisíc metrů čtverečních kancelářských ploch
- 2008
  - rezidence Prague Marina, 340 bytů
  - skladově administrativní komplex Šárka Bussines Park
- 2009 - rezidenční projekt Zelené město, 430 bytových jednotek
- 2010 - administrativní komplex Prague Marina Office Center, 13 tisíc metrů čtverečních plochy

### Současné projekty
- 2010 - obchodní centrum Galerie Harfa[5]
- 2011 - administrativní budova Harfa Office Park, 20 500 metrů čtverečních
- 2018 - rezidenční projekt Marina Island, 344 bytů